# Media Island Conservation Park
Media Island Conservation Park är en park i Australien. Den ligger i delstaten South Australia, omkring 190 kilometer öster om delstatshuvudstaden Adelaide.
Runt Media Island Conservation Park är det mycket glesbefolkat, med 2 invånare per kvadratkilometer.. Närmaste större samhälle är Berri, omkring 17 kilometer norr om Media Island Conservation Park. 
Trakten runt Media Island Conservation Park består till största delen av jordbruksmark. Genomsnittlig årsnederbörd är 299 millimeter. Den regnigaste månaden är februari, med i genomsnitt 67 mm nederbörd, och den torraste är oktober, med 7 mm nederbörd.